# スズキ自販熊本
株式会社スズキ自販熊本（スズキじはんくまもと、英称：SUZUKI JIHAN KUMAMOTO CORPORATION Inc..）は、スズキの熊本県内における中核販売会社である。

## 沿革
- 1958年（昭和33年）1月 - 熊本コレダ販売を設立。
- 1964年（昭和39年）11月 - 熊本スズキに社名変更。
- 1991年（平成3年）1月 - 株式会社スズキ自販熊本に社名変更。
- 2000年（平成12年）3月 - アリーナ3店、中古車1店をカルタス会社より吸収。
- 2004年（平成16年）5月 - スズキアリーナ熊本中央を吸収合併。

## 営業所
- スズキアリーナ熊本中央：熊本市南区平田
- スズキアリーナ健軍：熊本市東区錦ケ丘
- スズキアリーナ熊本浜線：熊本市南区田迎
- スズキアリーナ熊本インター[1]：熊本市東区御領
- スズキアリーナ熊本清水：熊本市北区高平
- スズキアリーナ熊本竜田：熊本市北区楡木
- 長嶺中古車センター：熊本市東区長嶺南
- 近見中古車センター：熊本市南区近見
- スズキアリーナ宇城/宇城中古車センター：宇土市新松原町字佐野免
- スズキアリーナ本渡/天草中古車センター：天草市亀場町亀川
- スズキアリーナ八代中央：八代市永碇町
- 八代中古車センター：八代市高下西町
- スズキアリーナ水俣：水俣市小津奈木
- スズキアリーナ人吉/人吉中古車センター：人吉市下薩摩瀬町
- スズキアリーナ阿蘇：阿蘇市一の宮町宮地
- スズキアリーナ山鹿：山鹿市方保田
- スズキアリーナ玉名：玉名市築地
- 荒尾中古車センター：荒尾市金山字向田
- スズキアリーナ荒尾：荒尾市万田字水町